# 14-та паралель південної широти
14-та паралель південної широти — лінія широти, що лежить на 14 градусів південніше земної екваторіальної площини. Вона проходить через Атлантичний океан, Африку, Індійський океан, Австралазію, Тихий океан та Південну Америку.

## Список географічних об'єктів, що перетинає 14° пд. ш.
Починаючи з Гринвіцького меридіану та рухаючись на схід, 14-та паралель південної широти проходить через:
| Координати                                                   | Країна, територія або море | Примітки |
| ------------------------------------------------------------ | -------------------------- | --- |
| 14°0′ пд. ш. 0°0′ сх. д. / 14.000° пд. ш. 0.000° сх. д.      | Атлантичний океан          | |
| 14°0′ пд. ш. 12°24′ сх. д. / 14.000° пд. ш. 12.400° сх. д.   | Ангола                     | |
| 14°0′ пд. ш. 22°0′ сх. д. / 14.000° пд. ш. 22.000° сх. д.    | Замбія                     | |
| 14°0′ пд. ш. 32°59′ сх. д. / 14.000° пд. ш. 32.983° сх. д.   | Малаві                     | Приблизно на 8 км |
| 14°0′ пд. ш. 33°4′ сх. д. / 14.000° пд. ш. 33.067° сх. д.    | Замбія                     | Приблизно на 15 км |
| 14°0′ пд. ш. 33°13′ сх. д. / 14.000° пд. ш. 33.217° сх. д.   | Малаві                     | Проходить південніше Лілонгве Проходить через озеро Ньяса                                                                                                 |
| 14°0′ пд. ш. 35°20′ сх. д. / 14.000° пд. ш. 35.333° сх. д.   | Мозамбік                   | |
| 14°0′ пд. ш. 40°38′ сх. д. / 14.000° пд. ш. 40.633° сх. д.   | Мозамбіцька протока        | |
| 14°0′ пд. ш. 47°46′ сх. д. / 14.000° пд. ш. 47.767° сх. д.   | Мадагаскар                 | Проходить через острів Нусі-Берафія[en] |
| 14°0′ пд. ш. 47°48′ сх. д. / 14.000° пд. ш. 47.800° сх. д.   | Мозамбіцька протока        | |
| 14°0′ пд. ш. 47°58′ сх. д. / 14.000° пд. ш. 47.967° сх. д.   | Мадагаскар                 | Проходить через острів Мадагаскар |
| 14°0′ пд. ш. 50°8′ сх. д. / 14.000° пд. ш. 50.133° сх. д.    | Індійський океан           | |
| 14°0′ пд. ш. 125°58′ сх. д. / 14.000° пд. ш. 125.967° сх. д. | Австралія                  | Західна Австралія — проходить через затоки Вансіттарт та Нейпір-Брум                                                                                      |
| 14°0′ пд. ш. 127°28′ сх. д. / 14.000° пд. ш. 127.467° сх. д. | Затока Жозефа Бонапарта    | |
| 14°0′ пд. ш. 129°43′ сх. д. / 14.000° пд. ш. 129.717° сх. д. | Австралія                  | Північна Територія — проходить через півострів Арнемленд                                                                                                  |
| 14°0′ пд. ш. 135°54′ сх. д. / 14.000° пд. ш. 135.900° сх. д. | Затока Карпентарія         | |
| 14°0′ пд. ш. 136°25′ сх. д. / 14.000° пд. ш. 136.417° сх. д. | Австралія                  | Північна Територія — проходить через острів Ґрут-Айленд                                                                                                   |
| 14°0′ пд. ш. 136°45′ сх. д. / 14.000° пд. ш. 136.750° сх. д. | Затока Карпентарія         | |
| 14°0′ пд. ш. 141°31′ сх. д. / 14.000° пд. ш. 141.517° сх. д. | Австралія                  | Квінсленд — проходить через півострів Кейп-Йорк |
| 14°0′ пд. ш. 143°40′ сх. д. / 14.000° пд. ш. 143.667° сх. д. | Коралове море              | Проходить південніше рифу Оспрі[en], острови Коралового моря, Австралія Проходить між островами Вануа-Лава та Гауа, Вануату                               |
| 14°0′ пд. ш. 167°58′ сх. д. / 14.000° пд. ш. 167.967° сх. д. | Тихий океан                | Проходить північніше острова Футуна, Волліс і Футуна |
| 14°0′ пд. ш. 171°50′ зх. д. / 14.000° пд. ш. 171.833° зх. д. | Самоа                      | Проходить через острів Уполу |
| 14°0′ пд. ш. 171°25′ зх. д. / 14.000° пд. ш. 171.417° зх. д. | Тихий океан                | Проходить північніше острова Тутуїла та островів Офу і Олосега[en], Американське Самоа Проходить північніше островів Дісаппоінтмент, Французька Полінезія |
| 14°0′ пд. ш. 76°17′ зх. д. / 14.000° пд. ш. 76.283° зх. д.   | Перу                       | |
| 14°0′ пд. ш. 68°57′ зх. д. / 14.000° пд. ш. 68.950° зх. д.   | Болівія                    | |
| 14°0′ пд. ш. 60°24′ зх. д. / 14.000° пд. ш. 60.400° зх. д.   | Бразилія                   | Мату-Гросу Гояс Баїя |
| 14°0′ пд. ш. 38°55′ зх. д. / 14.000° пд. ш. 38.917° зх. д.   | Атлантичний океан          | |